# 石化
石化是指有機物通过置换或有机物孔隙充填矿物而轉化為石頭的過程。石化通过两种相似方式的结合——矿质充填作用和置换而发生。矽化木是最常見的石化現象，但是所有有机质，从细菌到植物都可以石化。相关的学科有地質學和埋藏学。

## 分类
生物体形成化石都有一个掩埋过程。否则就会被分解者分解，然后在风化作用下消失。化石可分为实体化石、模铸化石、分子化石和遗迹化石四类，不同的化石有不同的形成方式。
实体化石是因为生物体被琥珀包埋，或被冰雪覆盖，或陷入沥青湖中，经碳化作用而形成。

## 成岩作用

### 碳化作用
有机物在成岩过程中，在一定温度和压力条件下，经过分解和蒸馏作用，其中的氢、氧、氮元素挥发逃逸、而碳元素留下来保存为以碳质为主较为稳定的碳质薄膜。具有角质层、纤维质和几丁质薄膜的生物，例如植物、笔石、昆虫等更易经过碳化作用保存为化石。而动物的内脏和肌肉等容易被氧化和腐蚀的软体则很难保存为化石。

### 矿化作用
完全矿化作用又叫矿物质填充作用。通过这个过程产生化石，包含该样品的大量原始物质。这个过程发生在地下水包含溶解矿物，充填该样品的孔隙，空腔，特别是骨头，壳或木头。当矿物从水中沉淀出来后，有机组织的孔被充填。矿质充填作用包括硅化和黄铁矿化两种类型。

### 置换作用
置换作用与矿化作用不同，生物体是被水中的矿物质替换，而不是填充在空隙中，这种替换往往是分子级别的，比如硅化木，原来的木质纤维中的碳质被硅质所置换，其微细结构比如年轮和细胞轮廓都清晰可见。常见的置换作用有硅化（Silicification）、磷酸盐化（Phosphatization）、黄铁矿化（Pyritization）、钙化（Calcification）、白云石化（Dolomitization）等等。不同成分的矿物置换所保存的化石精细程度也不同，以硅化保存的最高。

### 硅化
硅化是有机质充上硅的过程。硅是来自火山物质。Sigleo和Mustoe完成的研究表明在这个过程中大部分有机质都被毁坏了 。硅化通常发生在两种环境中，一种是样品被埋藏在三角洲或泛滥平原沉积物中，一种是埋在火山灰中。硅化必须有水，因为这样可以减少氧气，因此不会被真菌腐蚀，保持了有机体形状，并允许了硅的储存和运移。当样品中充填硅溶液后这个过程开始。样品的细胞壁渐渐地溶解，并且硅储存在剩余的空间中。在木头样品中，随着过程的进行，纤维素和木质素这两种木头的组分会分解并被硅取代。当水分消失后样品转化成石头（该过程叫岩化）。只有在中性到微酸性，浅沉积环境的温度压力下可发生硅化作用，大约需要5万年或少点时间。